# Yona Tepper
Yona Tepper (hebräisch יונה טפר; geboren 25. Februar 1941 im Kibbuz Dafna) ist eine israelische Schriftstellerin.

## Leben und Werk
Yona Tepper wurde 1941 im Kibbuz Dafna geboren. Nach ihrer Heirat zog sie in den Kibbuz Jagur. Sie studierte Pädagogik und Kreatives Drama. Sie arbeitete in einem Kindergarten, lehrte viele Jahre und wurde dann Schuldirektorin. Danach war sie etwa zwanzig Jahre Verlegerin bzw. Schriftleiterin für Kinder- und Jugendliteratur im Verlag Hakibbutz Hameuchad Publishing House.
Als Schriftstellerin ist Yona Tepper auf Kinder- und Jugendbücher spezialisiert, ihr Literaturverzeichnis umfasst 18 Jugendbücher, 9 Kinderbücher sowie 29 Bilderbücher für Kinder. Einzelne ihrer Bücher wurden ins Arabische, Deutsche, Englische, Koreanische oder Spanische übersetzt. In keinem ihrer Bücher bietet sie eine Lösung der thematisierten Probleme an, was ihr viele Kinder übelnehmen. Dazu erklärte sie: „Ich kann weder das Intifadaproblem lösen oder die Auswanderung, noch den Tod der krebskranken Mutter verhindern. Es gibt keine Lösung, so ist das Leben.“
Sie ist mit dem Historiker Yigal Tepper verheiratet. Einer ihrer vier Kinder ist der 1967 geborene Archäologe Yotam Tepper.

### Einzelne Werke
Im Buch Wann kommst du zurück? beschreibt Tepper Lebensentwürfe, Utopien und Enttäuschungen in einem Kibbuz anhand einer Familiengeschichte, die drei Generationen umfasst. Hudi hat nach dem Militärdienst die Familie verlassen und ist in die USA ausgewandert. Nitzan kann sich nicht vorstellen Israel zu verlassen und verkörpert in der jüngeren Generation die Gegenposition. Als Hudi zu Besuch kommt, aber deutlich macht, dass er nicht bleiben wird, kommt es zu einer heftigen Konfrontation der verschiedenen Ansichten. Unter anderem werden die Ideale der Großelterngeneration erschüttert, die den Kibbuz gegründet haben.
Das Buch David halb und halb erzählt vom zwölfjährigen David, der im Kibbuz von den anderen Kindern durch den Spitznamen „Halb-und-halb“ verächtlich gemacht wird; er spielt darauf an, dass zwar sein Vater Jude ist, seine Mutter Elli jedoch eine aus Norwegen stammende Christin ist, die im Kibbuz als eine Außenseiterin behandelt wird. David wird von seinen Klassenkameraden provoziert; wenn er aber zurückschlägt, wird er als Unruhestifter gebrandmarkt. Der Vater bittet David und Elli um Geduld und hofft, dass die Vorurteile im Laufe der Zeit überwunden werden. Doch Davids Mutter leidet bereits seit fünfzehn Jahren unter fehlender Wertschätzung. Als der Kibbuz ihr die Ausbildung zur Kindergarten-Erzieherin verweigert, will sie zurück nach Norwegen. David reagiert darauf teils mit Gewalt und teils mit Apathie. Nach einem heftigen Streit beschließt die Familie, gemeinsam abzureisen. Das Buch löste nach seinem Erscheinen 1990 in Israel heftige Diskussionen aus; unter anderem wurde kritisiert, dass der Kibbuz in ein schlechtes Licht gerückt werde.
Das Bilderbuch Who Is Passing By? richtet sich an Kinder im Alter zwischen etwa drei und fünf Jahren. Darin schaut die kleine Yael vom Balkon ihrer Wohnung und beobachtet, was unten passiert. Sie nimmt freudig wahr, wie Objekte, Tiere und Menschen im Blickfeld auftauchen und wieder verschwinden. Sie versucht zu erraten, woher die Menschen kommen und wohin sie gehen werden. Zum Schluss sieht sie ihren Vater unter den Leuten auf der Straße und unternimmt mit ihm einen Spaziergang durch die Stadt. Zur Lebendigkeit des Texts tragen konkrete Fragen bei, beispielsweise: „Wer hat dieses Geräusch gemacht?“

## Werke in deutscher und englischer Übersetzung
- Wann kommst du zurück? Aus dem Hebräischen von Miriam Magall, Alibaba Verlag, Frankfurt am Main 1992
- David halb und halb. Aus dem Hebräischen von Iris Elkabets-Rosen, Alibaba Verlag, Frankfurt am Main 1993
- Who Is Passing By? Ins Englische übersetzt von Deborah Guthman, Kane & Miller, San Diego 2010

## Auszeichnungen
- 1995: Ze'ev Prize
- 2001: Prime Minister’s Prize
- 2008: Aufnahme in die Honour List des International Board on Books for Young People (IBBY) für das Buch Small Stone of Love[9]
- 2008: Israel Ministry of Science and Culture Award
- 2015: Devorah Omer Prize for Lifetime Achievement[3]